# Capitaine Scarlett
Capitaine Scarlett (Captain Scarlett) est un film américain réalisé par Thomas Carr, sorti en 1953. Il a été tourné au Mexique, écrit et produit par Howard Dimsdate, accusé d'être communiste et blacklisté aux États-Unis.

## Synopsis
En France, au moment de la chute de Napoléon, le duc de Corlaine réprimande le comte de Villers parce que sa fiancée espagnole l'a quitté. Lorsque la voiture de Maria est attaquée par des bandits de grand chemin, le capitaine Scarlett, un Français de retour d'Angleterre, une sorte de Robin des bois, repousse les assaillants. Villiers arrive peu après et arrête le dernier bandit de grand chemin, mais se montre ingrat envers Scarlett.

## Fiche technique
- Réalisation :  Thomas Carr
- Scénario : Howard Dimsdale
- Producteur : Howard Dimsdale
- Photographie : Charles Carl Carvahal
- Montage : Gloria Schoemann
- Musique : Elias Breeskin
- Genre : Aventure[3]
- Procédé : Technicolor
- Production : Craftsman Productions
- Distributeur : United Artists
- Durée : 75 minutes
- Date de sortie : 12 septembre 1953

## Distribution
- Richard Greene : Capt. Carlos Scarlett
- Leonora Amar : Princesse Maria
- Nedrick Young : Pierre DuCloux
- Manuel Fábregas : le Duc de Corlaine
- Eduardo Noriega : Conte Villiers
- Carlos Múzquiz : Etienne Dumas
- Isabel del Puerto : Josephine Prenez
- George Treviño : The Friar

## Production
Le film a été tourné à Mexico sous la forme de trois épisodes pour la télévision